# 聖若望·鮑思高聖殿 (羅馬)

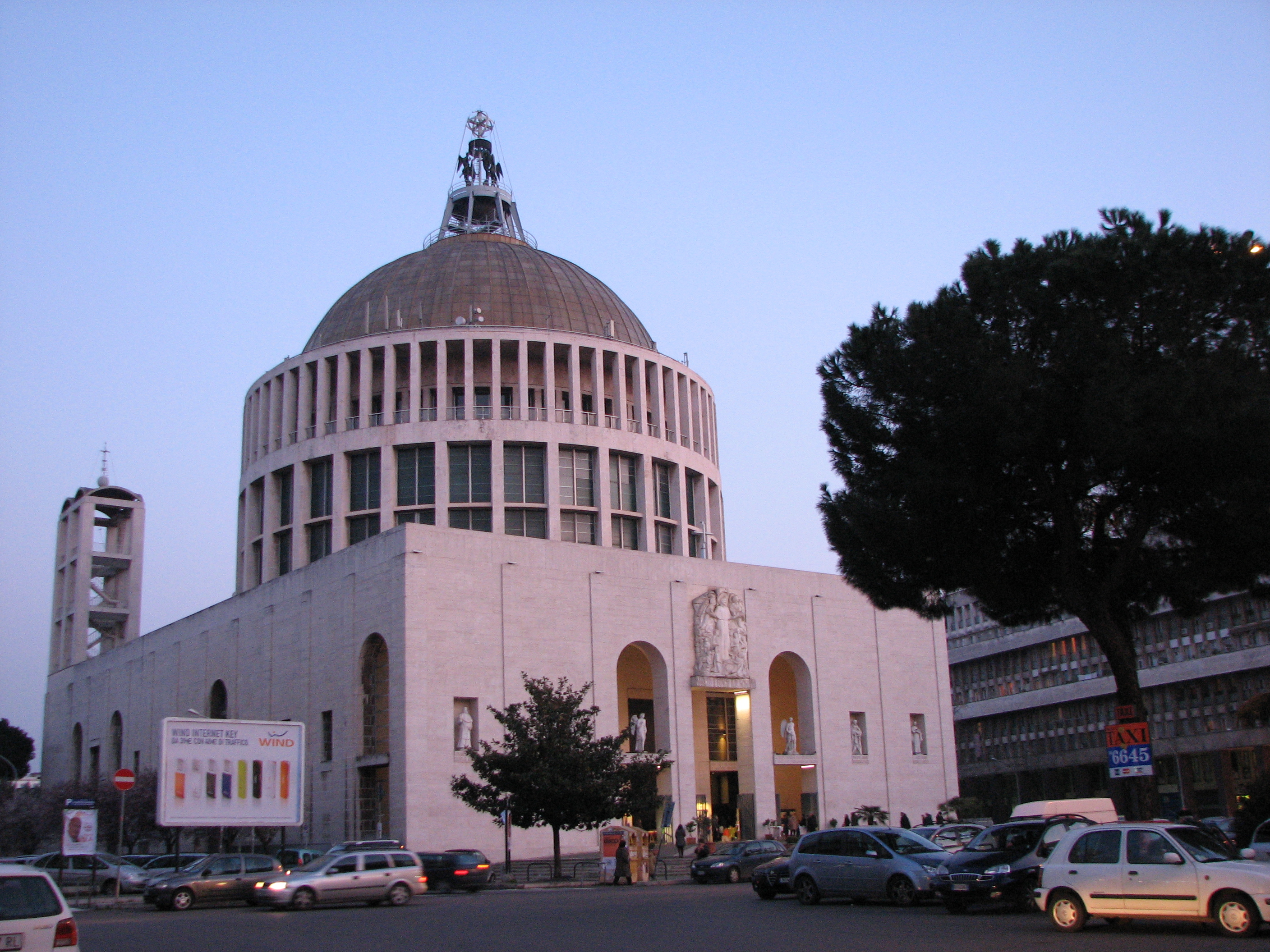

圣若望·鲍思高圣殿（Basilica di San Giovanni Bosco）是一座天主教宗座圣殿，供奉若望·鲍思高，位于意大利罗马鲍思高区（Don Bosco），图斯科拉纳大道（via Tuscolana）与琴托切莱机场（Aeroporto di Centocelle）之间。

## 历史
该堂建于20世纪50年代初，西西里建筑师加埃塔诺·拉皮萨迪赢得了鮑思高慈幼會委托意大利教廷神圣艺术中央委员会举办的设计竞赛。
1952年9月12日，克莱门特·米卡拉枢机主持了奠基仪式，实际工程于大约一年后开始。1959年5月2日，贝内代托·阿洛伊西·马塞拉枢机主持了祝圣仪式。然而直到1964年，该建筑才按照原设计完成。5月3日，在祝圣的次日，教宗若望二十三世参观了新教堂， 在都灵圣人墓前祈祷。
1953年11月7日，羅馬教區代理主教克莱门特·米卡拉枢机在该堂建立堂区，并委托给其业主鮑思高慈幼會的神父管理。
1965年2月5日，教宗保禄六世将该堂升格为领衔堂区，同年11月20日，又将其升格为宗座圣殿。
2010年11月20日，几内亚籍的宗座一心理事会主席（现任圣座礼仪及圣事部部长）罗勃·萨拉被任命为执事级枢机，枢机主教，领圣若望·鲍思高圣殿领衔执事衔。

## 建筑
该堂外观的特色是巨大的穹顶。
该堂内部中殿两侧各有6个小堂，共有12个小堂，装饰以意大利20世纪艺术家的艺术品。

## 历任枢机
- 滨尾文郎 （2003年10月21日任命 - 2007年11月8日去世）
- 罗勃·萨拉，2010年11月20日